# Contre toi (film)
Pour les articles homonymes, voir Contre toi (homonymie).
Pour plus de détails, voir Fiche technique et Distribution.
Contre toi est un film français réalisé par Lola Doillon, sorti en 2011.

## Synopsis
Un jeune homme enlève et séquestre la gynécologue-obstétricienne qui a, deux ans plus tôt, pratiqué une césarienne sur sa femme, qui n'a pas survécu. Une relation ambiguë se noue entre eux.

## Fiche technique
- Titre : Contre toi
- Réalisation : Lola Doillon
- Scénario : Lola Doillon
- Production : Saga Blanchard
- Musique : Chkrrr, Anthony Leroy, Dominique Leroy et Sandra Moubarak
- Photographie : Mathieu Vadepied
- Montage : Marie Da Costa
- Costumes : Mic Cheminal
- Pays d'origine :  France
- Langue originale : français
- Format : couleur
- Genre : drame
- Durée : 85 minutes
- Date de sortie : 2 février 2011

## Distribution
- Kristin Scott Thomas : Anna Cooper
- Pio Marmaï : Yann Ochberg
- Jean-Philippe Écoffey : le policier
- Marie-Sohna Condé : Caroline
- Marie-Christine Orry : la concierge
- Vinciane Millereau : Milène
- Jean-Louis Tribes : Michel

## Commentaire
- Dans le film, le ravisseur a pour patronyme « Ochberg ». Ce patronyme rappelle celui de Frank Ochberg, un des chercheurs qui met au jour le syndrome de Stockholm.